# Bouyerus metallicus
Bouyerus metallicus är en skalbaggsart som först beskrevs av Auguste Lameere 1912.  Bouyerus metallicus ingår i släktet Bouyerus och familjen långhorningar. Inga underarter finns listade.